# Triumphpforte
 (juin 2023).
Si vous disposez d'ouvrages ou d'articles de référence ou si vous connaissez des sites web de qualité traitant du thème abordé ici, merci de compléter l'article en donnant les références utiles à sa vérifiabilité et en les liant à la section « Notes et références ».
La Triumphpforte est un arc de triomphe de la ville d'Innsbruck, dans le Tyrol, en Autriche. Située à l'extrémité sud de Maria-Theresien-Straße, dans le centre-ville, elle a été construite sur ordre de l'impératrice Marie-Thérèse d'Autriche à l'occasion du mariage de son fils Léopold avec l'Espagnole Marie-Louise au milieu du XVIIIe siècle.
En septembre 2012, un activiste pour les droits des animaux a voulu attirer l'attention en escaladant l'arc de triomphe.